# Жана-Тілек
Жана́-Тіле́к (каз. Жаңа Тілек) — село у складі Урджарського району Абайської області Казахстану. Адміністративний центр Жана-Тілецького сільського округу.
Населення — 1213 осіб (2021; 1357 у 2009, 1576 у 1999, 2086 у 1989).
Національний склад станом на 1989 рік:
- казахи — 72 %

До 2007 року село називалось Южний.